# Emmanuel Korir
Emmanuel Kipkurui Korir (* 15. Juni 1995 im Elgeyo-Marakwet County) ist ein kenianischer Leichtathlet, der vor allem im 800-Meter-Lauf erfolgreich ist. 2021 gewann er die Goldmedaille bei den Olympischen Spielen in Tokio.

## Herkunft und Leben
Emmanuel Korir stammt aus dem Westen Kenias, wo er ein einem Dorf in der Nähe der Stadt Iten, aufwuchs. Er besuchte dieselbe Schule wie der Olympiasieger und 800-Meter-Weltrekordhalter David Lekuta Rudisha. Zunächst trat er vor allem im 400-Meter-Lauf an. Auf Anraten des Olympiasiegers Paul Ereng, der von Korirs Explosivität begeistert war, wandte er sich dem 800-Meter-Lauf zu und wechselte nach dem Schulabschluss in die Vereinigten Staaten. Dort nahm er ein Studium der Bewegungswissenschaften an der University of Texas at El Paso auf. Für die Universität nahm er als Teil des Sportteams, den UTEP Miners, in College-Wettkämpfen in den USA teil.

## Sportliche Laufbahn
Emmanuel Korir trat erstmals 2016 bei den nationalen Meisterschaften über 800 Meter an. Dabei belegte er den achten Platz. Zuvor trat er vor allem über die halbe Distanz an. Im Januar 2017 lief er bei einem Hallenwettkampf in Albuquerque eine Zeit von 1:14,97 min über 600 Meter und stellte damit einen Hallenweltrekord auf. Diese Zeit wurde nur eine Woche später allerdings erneut, mit einer Hundertstelsekunde, unterboten. In der Weltbestenliste liegt er, mit Stand 2020, auf dem vierten Platz. Im April stellte er sowohl über 400, als auch über 800 Meter neue Bestleistungen auf. Mit einem Alter von 21 Jahren war er zu jenem Zeitpunkt der jüngste Mensch, die über 400 Meter unter 45 Sekunden bleiben und zugleich über 800 Meter schneller als 1:45 min laufen konnte. Ein Zeit von 1:43 min konnte er 2017 erst wieder im Juni bei den kenianischen Meisterschaften bestätigen, bei denen er in 1:43,86 min die Goldmedaille gewann. Einen Monat später siegte er bei einem Wettkampf in Monaco mit Bestzeit von 1:43,10 min. Beim Saisonhöhepunkt, den Weltmeisterschaften in London, kam er nicht an diese Zeiten heran. Zwar überstand er den Vorlauf, schied dann in 1:46,08 min allerdings knapp im Halbfinale aus und landete insgesamt auf dem zehnten Platz.
Im Februar 2018 stellte Korir in 1:44,21 min in New York City einen Hallenafrikarekord auf. Im Juni wurde er mit einer Zeit von 44,21 s kenianischer Meister über 400 Meter. Diese Zeit bedeutete den sechsten Platz auf der Jahresweltbestenliste in dieser Disziplin. Im Juli verbesserte Korir in London seine 800-Meter-Zeit auf 1:42,05 min und siegte damit bei diesem stark besetzten Rennen. Es war das schnellste 800-Meter-Rennen seit dem Jahr 2012 und spülte Korir auf den dritten Platz der ewigen Weltbestenliste, mit Stand 2020, vor. Anfang August trat er über die 800 Meter auch bei den Afrikameisterschaften in Nigeria an. Dabei kam er im Finale auf eine Zeit von 1:45,65 min und gewann damit die Silbermedaille. Zwei Tage später gewann er zusammen mit der kenianischen 4-mal-400-Meter-Staffel, mit neuem Meisterschaftsrekord, zudem die Goldmedaille. 2019 lief Korir im August Saison Bestleistung von 1:43,69 min über 800 Meter. Im entschied er sich, neben den 800, auch über die 400 Meter bei den Weltmeisterschaften im September und Oktober in Doha an den Start zu gehen. Zunächst zog er über 800 Meter ins Halbfinale ein, schied darin allerdings in 1:45,19 min als Drittplatzierter, weil die anderen Halbfinals schneller waren, aus. Insgesamt belegte er, wie bereits bei den letzten Weltmeisterschaften, den zehnten Platz. Besser lief es für ihn über die 400 Meter, wo er das Finale mit einer Zeit von 44,94 s erreichte und den sechsten Platz belegte.
2021 belegte Korir im Juni den dritten Platz über 800 Meter bei den kenianischen Ausscheidungswettkämpfen und qualifizierte sich damit für die Olympischen Spiele in Tokio. Dort zog er mit seiner zweitschnellsten Zeit der Saison in das Finale ein und konnte darin in 1:45,06 min vor seinem Landsmann Ferguson Cheruiyot Rotich die Goldmedaille gewinnen. Bei den Weltmeisterschaften 2022 in Eugene gewann Korir die Goldmedaille über 800 Meter in 1:43,71 s min.

## Wichtige Wettbewerbe
| Jahr              | Veranstaltung         | Ort               | Platz             | Disziplin         | Zeit              |
| Startet für Kenia | Startet für Kenia     | Startet für Kenia | Startet für Kenia | Startet für Kenia | Startet für Kenia |
| ----------------- | --------------------- | ----------------- | ----------------- | ----------------- | ----------------- |
| 2017              | Weltmeisterschaften   | London            | 10.               | 800 m             | 1:46,08 min       |
| 2018              | Afrikameisterschaften | Asaba             | 2.                | 800 m             | 1:45,64 min       |
| 2018              | Afrikameisterschaften | Asaba             | 1.                | 4 × 400 m         | 3:00,92 min       |
| 2019              | Weltmeisterschaften   | Doha              | 10.               | 800 m             | 1:45,19 min       |
| 2019              | Weltmeisterschaften   | Doha              | 6.                | 400 m             | 44,94 s           |
| 2021              | Olympische Spiele     | Tokio             | 1.                | 800 m             | 1:45,06 min       |
| 2022              | Weltmeisterschaften   | Eugene            | 1.                | 800 m             | 1:43,71 min       |

## Persönliche Bestleistungen
Freiluft
- 400 m: 44:21 s, 23. Juni 2018, Nairobi
- 800 m: 1:42,05 min, 22. Juli 2018, London

Halle
- 800 m: 1:44,21 min, 3. Februar 2018, New York City, (Afrikarekord)